# Сельское поселение Русская Васильевка
Сельское поселение Русская Васильевка — муниципальное образование в Кошкинском районе Самарской области.
Административный центр — село Русская Васильевка.

## География
Находится Сельское поселение Русская Васильевка на севере-востоке Кошкинского района, занимаемая площадь — 17 246 га. Имеет границы с Республикой Татарстан, сельскими поселениями Большая Романовка и Шпановка, а также с Челно-Вершинским районом. По территории сельского поселения протекает река Кондурча.

## Население
Численность населения сельского поселения составляет 1459 человек (2008). Из них 40 % чуваши, 30 % русские, 25 % татары и 5 % — представители других национальностей. Треть жителей проживают в административном центре поселения, селе Русская Васильевка.

## Административное устройство
В состав сельского поселения Русская Васильевка входят:
- село Русская Васильевка — административный центр,
- село Мамыково,
- село Тенеево,
- посёлок Верхняя Васильевка,
- посёлок Вишневка,
- посёлок Новое Тенеево,
- деревня Новое Фейзуллово.

## Инфраструктура
На территории сельского поселения имеются: общеобразовательная школа с тремя филиалами, четыре государственных и один частный магазин, кафе-столовая «Вера», три фельдшерско-акушерских пункта и офис врача общей практики, три почтовых отделения, отделение Сберегательного банка, четыре клуба, четыре библиотеки, четыре сельскохозяйственных предприятия и одно фермерское хозяйство.

## СМИ
3 марта 2010 года Собрание представителей Сельского поселения Русская Васильевка учредило официальный орган печати сельского поселения — газету «Васильевский Вестник». Газета выходит ежемесячно тиражом от 100 до 999 экземпляров. Издаётся на русском языке, распространяется бесплатно.